# 조국의 매
조국의 매(루마니아어: Șoimii Patriei)는 루마니아 공산당의 통제를 받았던 루마니아 사회주의 공화국의 어린이 조직 연합이다. 이 단체는 1976년에 설립되어 1989년에 사라졌으며, 4세부터 7세까지의 미취학 아동과 초등학생을 대상으로한 당조직이었다.

## 역사
1976년 초부터 니콜라에 차우셰스쿠는 루마니아의 어린이 조직들을 통합하여 루마니아 공산당의 관리를 받는 어린이 조직 연합을 계획했고, 1976년 12월 10일 고슴도치 포고니치(루마니아어: Arici Pogonici)등 어린이 단체를 합병시켜 중앙정부의 통제를 받는 조국의 매가 발족하였다.
1977년부터 1988년 사이 조국의 매에 가입한 어린이들은 루마니아의 이념을 수용하도록 강요받았으며, 니콜라에 차우셰스쿠에 대한 충성의 언약을 낭송해야 했다.
1989년 루마니아 혁명의 여파로 이 조직은 소리 소문없이 사라졌다.